# Либман, Саломон
Саломон Алексис Либман Пастор (исп. Salomón Alexis Libman Pastor; родился 25 февраля 1984 года в Лиме, Перу) — перуанский футболист, игравший на позиции вратаря.

## Клубная карьера
Либман начал карьеру в клубе «Спорт Бойз». В 2003 году он дебютировал в перуанской Примере. Только в последнем своём сезоне в составе «бойс» Саломон стал основным вратарём команды. В 2008 году он перешёл в «Альянса Лима». Через год Либман помог новому клубу занять второе место в чемпионате, а в 2010 году был признан его лучшим голкипером. В том же году Саломон дебютировал за столичный клуб в Кубке Либертадорес.
В начале 2013 года он перешёл в «Сесар Вальехо». 10 февраля в матче против «Университарио» Либман дебютировал за новую команду.
В начале 2017 года Саломон перешёл в «Спорт Росарио». 4 февраля в матче против «Аякучо» он дебютировал за новую команду. 18 ноября поединке против «Академия Кантолао» Либман забил свой первый гол за «Спорт Росарио», придя в штрафную в конце матча на подачу углового. 

## Международная карьера
8 сентября 2010 года в товарищеском матче против сборной Ямайки Либман дебютировал за сборную Перу.
В 2011 году Саломон принял участие в Кубке Америки в Аргентине. На турнире он сыграл в матче против сборной Чили. По итогам соревнований Либман завоевал бронзовую медаль.
В 2015 году Саломон в составе сборной стал бронзовым призёром в Кубка Америки в Чили. На турнире он был запасным и на поле не вышел.

## Достижения
Командные
 «Сесар Вальехо»
- Обладатель Кубка Инка — 2015

Международные
 Перу
- Кубок Америки по футболу — 2011
- Кубок Америки по футболу — 2015